# P-14
P-14 (mã định danh NATO: Tall King C) là một loại ra đa cảnh giới VHF 2D, được chế tạo và phát triển bởi Liên Xô. P-14 làm việc trên dải sóng mét, có cự ly phát hiện xa với tầm hoạt động 600 km, tốc độ quét 2-6 vòng/phút, độ cao tìm kiếm cực đại 46 km.

## Các biến thể
P-14 được sản xuất với 3 biến thể: 1RL113 "Lena" (Tall King A), 44Zh6 "Furgon" (Tall King B) và 5N84A "Oborona-14" (Tall King C).

## Các quốc gia sử dụng
- Liên Xô - đã chuyển cho các quốc gia thành viên
  -  Nga - Tất cả được cho nghỉ hưu từ 2003.[3]
- Ai Cập - http://kms1.isn.ethz.ch/serviceengine/Files/ISN/31874/ipublicationdocument_singledocument/514b017a-4cec-4efe-b966-c79a70c11f2c/en/WP+22%2C+2006.pdf Lưu trữ ngày 5 tháng 3 năm 2012 tại Wayback Machine Upgraded by Aerotechnica MLT
- Việt Nam - Các biến thể Oborona-14 vẫn còn trong biên chế.
- Bulgaria